# 이사자와촌 (야마가타현)
이사자와촌(伊佐沢村)은 야마가타현 니시오키타마군에 있던 촌이다. 현재의 나가이시에 해당한다.

## 역사
- 1889년 4월 1일 - 정촌제 시행에 의해 2촌의 구역을 가지고 히가시오키타마군 이사자와촌이 성립하였다.
- 1948년 4월 1일 - 니시오키타마군으로 변경되었다.
- 1954년 11월 15일 - 나가이정, 나가이촌, 도요다촌, 니시네촌, 히라노촌과 합병해 나가이시가 성립, 동일 이사자와촌은 폐지되었다.

## 참고문헌
- 角川日本地名大辞典 6 山形県